# De fyra årstiderna
För andra betydelser, se De fyra årstiderna (olika betydelser).
De fyra årstiderna (italienska: Le quattro stagioni) är en grupp av fyra violinkonserter av Antonio Vivaldi, publicerade 1725 och komponerade cirka fem år tidigare. Var och en av konserterna representerar en årstid- De ingår som nummer 1-4 av tolv konserter i Vivalidis opus 8, "Il cimento dell'armonia e dell'inventione" ("Utmaningen mellan harmonin och inventionen").
Varje årstid (ingående konsert) är i sin tur indelad i tre satser, vanligen allegro – andante – allegro. Första satsen i "Våren" hör till världens mest kända klassiska stycken.
De årstider som styckena relaterar till är de italienska. Så till exempel är den vår som beskrivs snarast lik den svenska sommaren. Den italienska sommaren är het och torr, med sandvindar från Sahara.

## Konserter och satser
- Violinkonsert i E-dur, RV 269, "La primavera" (våren)
  1. Allegro
  2. Largo
  3. Danza Pastorale
- Violinkonsert i g-moll, RV 315, "L'estate" (sommaren)
  1. Allegro non molto
  2. Adagio e piano — Presto e forte
  3. Presto
- Violinkonsert i F-dur, RV 293, "L'autunno" (hösten)
  1. Allegro
  2. Adagio molto
  3. Allegro 'Caccia'
- Violinkonsert i f-moll, RV 297, "L'inverno" (vintern)
  1. Allegro non molto
  2. Largo
  3. Allegro

## Ljudexempel
- Problem att lyssna på filerna? Mediahjälp (engelska).